# سام جاكوبس (محامي)
سام جاكوبس (بالإنجليزية: Samuel Joshua Jacobs)‏ هو قاضي وضابط ومحامي أسترالي، ولد في 6 ديسمبر 1920 في Glenelg, South Australia ‏ في أستراليا، وتوفي في 11 أكتوبر 2011 في أديلايد في أستراليا.